# Pałacyk Dziewulskich w Warszawie
Pałacyk Dziewulskich – pałac znajdujący się przy Alejach Ujazdowskich 33/35 w Warszawie.

## Opis
W wieku XIX w miejscu pałacyku znajdował się pałac należący do księcia Eugeniusza Lubomirskiego. W 1909 nieruchomość kupił Stefan Dziewulski. Pałac Lubomirskiego został rozebrany i w 1910 na jego miejscu wybudowano nowy budynek w stylu neorenesansowym według projektu Władysława Marconiego.
Pałacyk nie został zniszczony podczas II wojny światowej. W 1946 spadkobiercy Dziewulskiego sprzedali nieruchomość przedstawicielstwu dyplomatycznemu Bułgarii.